# Rhanwalting
Rhanwalting ist ein Gemeindeteil der Gemeinde Waffenbrunn im Landkreis Cham des Regierungsbezirks Oberpfalz im Freistaat Bayern.

## Geografie
Rhanwalting liegt am Münchsbach einen Kilometer südwestlich von Waffenbrunn an der Bundesstraße 22. Südlich von Rhanwalting verläuft die Bahnstrecke Cham–Waldmünchen. Der nächste Haltepunkt ist Willmering, zwei Kilometer südöstlich von Rhanwalting.

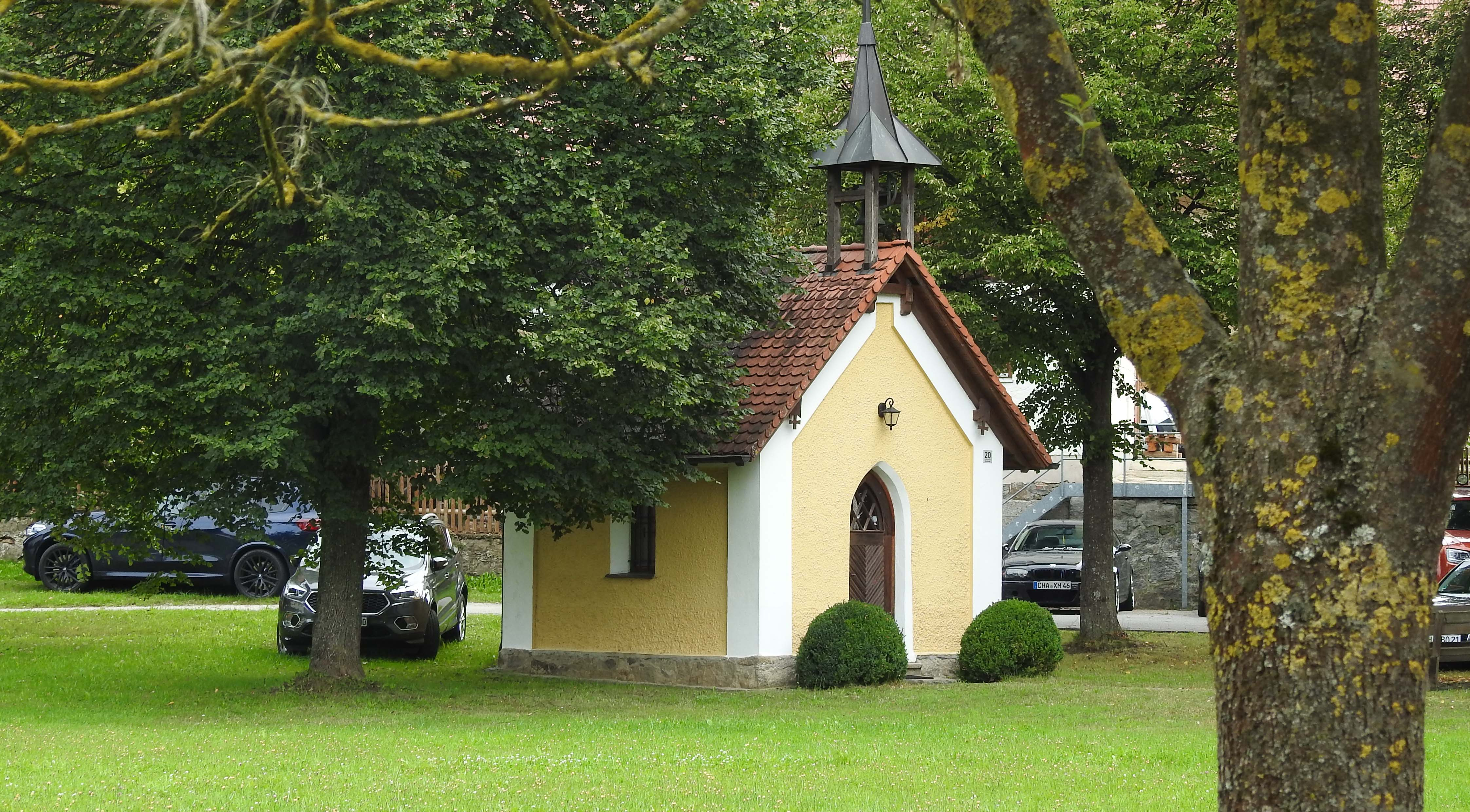
Dorfkapelle Rhanwalting

## Geschichte
Rhanwalting (auch: Rainwalting) hatte im Jahr 1752 15 Anwesen, darunter ein Gemeinde-Hüthaus. Die Eigentümer hießen Graitl, Krotter, Hofer, Rückerl, Reutter, Roser, Ziegler, Göttlinger, Höchtl, Preu, Mayr, Holzer.
1808 wurde die Verordnung über das allgemeine Steuerprovisorium erlassen. Mit ihr wurde das Steuerwesen in Bayern neu geordnet und es wurden Steuerdistrikte gebildet. Dabei kam Rhanwalting zum Steuerdistrikt Katzberg. Der Steuerdistrikt Katzberg umfasste die Orte Katzberg, Elsing, Rhanwalting, Kotheben, Wackerling.
Im Jahr 1821 wurden im Landgericht Cham Gemeinden gebildet. Diese Gemeinden stimmten zunächst mit den Steuerdistrikten überein. Katzberg wurde patrimonialgerichtische Gemeinde. 1821 wurde jedoch die Gemeindebildung überarbeitet. Es wurde nun darauf Wert gelegt, dass die Gemeindeteile zur selben Pfarrei gehörten. Landgerichtische Orte und patrimonialgerichtische Orte wurden getrennt. Große Steuerdistrikte wurden in kleinere Gemeinden aufgeteilt. Bei diesem Prozess entstanden mehrere kleinere Gemeinden, darunter auch die Gemeinde Rhanwalting mit den Ortschaften Elsing, Kotheben, Rhanwalting, Wackerling. Bei der Gebietsreform in Bayern wurde die Gemeinde Rhanwalting am 1. Januar 1972 aufgelöst und auf die Gemeinden Waffenbrunn, Pemfling (Elsing) und Cham (Wackerling) aufgeteilt. Rhanwalting und Kotheben wurden in die Gemeinde Waffenbrunn eingemeindet.

## Pfarreizugehörigkeit
Rhanwalting gehörte zunächst zur Pfarrei Pemfling. Dann zum Schlossbenefizium Waffenbrunn. 1923 wurde Rhanwalting der neu gegründeten Pfarrei Waffenbrunn zugeteilt. 1997 hatte die Rhanwalting 256 Katholiken.

## Vereine
1873 wurde die Freiwillige Feuerwehr Rhanwalting gegründet. Anstoß für diese Gründung war vermutlich ein Großbrand in Willmering.
1992 wurde der Dorfverein Rhanwalting gegründet. Er renovierte die Dorfkapelle und baute einen Kinderspielplatz. Als der Dorfgasthaus im Jahr 2000 schloss, schuf der Dorfverein ein Dorfgemeinschaftshaus, das 2006 eingeweiht wurde und nun den Dorfbewohnern als Treffpunkt dient.

## Einwohnerentwicklung ab 1838
| Jahr | Einwohner | Gebäude |
| ---- | --------- | ------- |
| 1838 | 107       | 15      |
| 1861 | 99        | 56      |
| 1871 | 83        | 62      |
| 1885 | 96        | 16      |
| 1900 | 121       | 18      |
| 1913 | 89        | 17      |

| Jahr | Einwohner | Gebäude |
| ---- | --------- | ------- |
| 1925 | 99        | 17      |
| 1950 | 114       | 21      |
| 1961 | 114       | 24      |
| 1970 | 131       | k. A.   |
| 1987 | 251       | 68      |
| 2011 | 312       | k. A.   |

## Denkmalschutz
An der Dorfstraße am westlichen Ortsrand von Rhanwalting steht eine denkmalgeschützte Dorfkapelle. Es handelt sich um einen giebelständigen und abgewalmten Satteldachbau mit eingezogener Apsis und Glockendachreiter. Sie wurde in neugotischem Stil in der Mitte des 19. Jahrhunderts erbaut. Sie ist unter der Denkmalnummer D-3-72-168-19 registriert.